# Осман Якубов
Осман Якубов (Якибов) (8 [21] серпня 1911 — 22 червня 1944) — радянський солдат, Герой Радянського Союзу (1944, посмертно), учасник Другої світової війни на посаді кулеметника 1-го стрілецького батальйону 201-го гвардійського стрілецького полку 67-ї гвардійської стрілецької дивізії 6-ї гвардійської армії 1-го Прибалтійського фронту, гвардії єфрейтор.

## Біографія
Осман Якубов народився в кишлаку Найман нині Андижанського району Андижанської області (Узбекистан). Киргиз. Освіта початкова. З 1926 жив у селі Тугуз-Булак, нині Кара-Суйського району Ошської області Киргизстану. Працював у колгоспі, на будівництві каналу Отуз — Одир.
У грудні 1941 року призваний в Червону Армію. На фронті з січня 1942 року. Нагороджений медаллю «За відвагу». До літа 1944 року воював у складі 201-го стрілецького полку 67-ї гвардійської стрілецької дивізії 6-ї гвардійської армії 1-го Прибалтійського фронту. Відзначився в боях за визволення Білорусі.
22 червня 1944 року в бою у районі села Горіхи (Вітебська область Білорусі) гвардії єфрейтор Якубов при проведенні розвідки боєм першим увірвався в траншею противника. Коли подальше просування вперед зупинив вогонь кулемета, Якубов зумів впритул підібратися до дзота і майже поклав в'язку гранат в амбразуру. Вогнева точка була знищена, і атака продовжилася. У тому ж бою Осман Якубов загинув в рукопашній сутичці із супротивником.
Указом Президії Верховної Ради СРСР від 22 липня 1944 року за зразкове виконання бойових завдань командування на фронті боротьби з німецько-фашистськими загарбниками і проявлені при цьому мужність і героїзм гвардії єфрейтору Якубову Осману присвоєно звання Героя Радянського Союзу посмертно.
Був похований на місці бою, біля села Горіхи, пізніше перепохований у братській могилі в селі Тропино Шумілінського району.

## Нагороди
- Медаль «Золота Зірка» Героя Радянського Союзу (22.07.1944);[2][3]
- орден Леніна (22.07.1944);
- медаль «За відвагу» (1944).

## Пам'ять
- Бюст Османа Якубова встановлений у місті Андижані[4].
- В колгоспі «Ленінізм» Московського району Андижанської області встановлено бюст[5].
- У 1976 році північніше села Тропино Шумілінського району Вітебської області (Білорусь) споруджено меморіал. Архітектор В.Я. Ягодницький.